# ワン・ゼロ
『ワン・ゼロ』は、日本の佐藤史生作のSF漫画作品。
1984年から1986年まで「プチフラワー」誌に連載。
コミックス全4巻（のちに文庫3巻）が刊行された。
原型となった短篇「夢喰い」が先行して発表されている。また、後日譚となる短篇「打天楽」がのちに発表された。
台湾では繁体字版が「捜神戦記」として発売されている（ストーリーに出て来る「捜神プロジェクト」にちなむ）。

## ストーリー
紀元前、神との抗争に敗れアジア大陸から脱出した4体の魔神ルシャナ、アシュバ、アビ、シュナワは日本列島にたどり着き、いつの日か復活するため生態系に自らの因子を組み込む。
そして時は流れ1998年の東京・西新宿。東盟学園の落ちこぼれ高校生・明王寺都祈雄（トキオ）は、インドで消息を絶った父の忘れ形見である異母妹・摩由璃（マユリ）と出会った事を契機に、神（デーヴァ）と魔（ダーサ）の戦いに巻き込まれていく。アシュバは馬鳴明（めみょう あきら）、アビは天鳥笑（あとり えみ）、シュナワは翁（おう）ミノル、いずれもトキオの友人達として復活していた。そして4体目の神像ヴィローチャナも現れる。情報通信技術やメディアを駆使して人類を支配（世界の涅槃化）しようと企む神に対し、魔は、人工知能や日本の土着神を味方につけ反撃の機会をうかがう。やがて、トキオとマユリは自らの“力”に目覚めていく。
打天楽
トキ（時析雄）が、夢を通して救いを求めてきた。｢眠らない魚を眠らせ我を目覚めさせよ｣とは？
ワン・ゼロの番外編(後日譚)

## 既刊一覧
プチフラワービッグコミックス 小学館(発売日はより)
1. 1985年6月20日(1985年5月20日発売) ISBN 4-09-178541-7
2. 1985年10月20日(1985年9月20日発売) ISBN 4-09-178542-5
3. 1986年4月20日(1986年3月20日発売) ISBN 4-09-178543-3
4. 1986年10月20日(1986年9月20日発売) ISBN 4-09-178544-1

小学館文庫 小学館
1. 1996年11月10日(1996年10月17日発売) ISBN 4-09-191114-5
2. 1996年11月10日(1996年10月17日発売) ISBN 4-09-191115-3
3. 1996年11月10日(1996年10月17日発売) ISBN 4-09-191116-1

プチフラワービッグコミックス 小学館
- 打天楽 1987年9月1日 ISBN 4-09-178691-X
 打天楽、ムーン・チャイルド、楕円軌道ラプソディ収録

小学館文庫 小学館
- 打天楽 ワン・ゼロ番外編 2001年5月1日(2001年4月17日発売) ISBN 4-09-191117-X
 打天楽、夢喰い、ムーンチャイルド、チェンジリング収録